# Rosen-ordenen
Rosen-ordenen (Rosales) er en stor orden med mange familier. Her nævnes dog kun de, som har arter, der kan overleve i Danmark.
| Familier |

- Barbeyaceae
- Cecropiaceae
- Dirachmaceae
- Elme-familien (Ulmaceae)
- Hamp-familien (Cannabaceae)
- Korsved-familien (Rhamnaceae)
- Morbær-familien (Moraceae)
- Nælde-familien (Urticaceae)
- Rosen-familien (Rosaceae)
- Sølvblad-familien (Elaeagnaceae)

I det ældre Cronquists system omfattede Rosales familierne:
- Alseuosmiaceae
- Anisophylleaceae
- Brunelliaceae
- Bruniaceae
- Byblidaceae
- Cephalotaceae
- Chrysobalanaceae
- Columelliaceae
- Connaraceae
- Crossosomataceae
- Cunoniaceae
- Davidsoniaceae
- Dialypetalanthaceae
- Eucryphiaceae
- Greyiaceae
- Hortensia-familien
- Neuradaceae
- Pittosporaceae
- Rhabdodendraceae
- Ribs-familien
- Rosen-familien
- Stenbræk-familien
- Stenurt-familien
- Surianaceae

- men mange er blevet flyttet til andre ordener ifølge APG III.

## Galleri
|  |  |  |  |
|  |  |  |  |